# Alors... Heureux ?
Pour plus de détails, voir Fiche technique et Distribution.
Alors… Heureux ? est un film français réalisé par Pierre et Marc Jolivet et Claude Barrois (mise en scène), sorti en 1980.

## Synopsis
Marc Olivier n'est pas riche et vient de perdre son travail de gardien de nuit chez Auchan. Pierre Ligot, un jeune homme très riche, est fou amoureux d'Évelyne qui en aime un autre. Tous les deux dans un état dépressif vont se retrouver à l'hôpital après une tentative de suicide ratée et vont faire connaissance, enfin refaire connaissance car ils étaient à l'école ensemble. Les deux hommes vont alors faire équipe pour réussir leur prochain suicide.

## Fiche technique
- Titre : Alors... Heureux ?
- Réalisation : Claude Barrois (assisté par Emmanuel Gust), Marc Jolivet et Pierre Jolivet[1].
- Scénario : Marc Jolivet et Pierre Jolivet
- Musique : Daniel Balavoine
- Production : Jacques-Éric Strauss, Claude Lelouch (producteur exécutif)
- Société de production : Les Films 13
- Pays d'origine :  France
- Langue originale : français
- Genre : Comédie dramatique
- Durée : 90 minutes
- Date de sortie : 
  - France : 9 janvier 1980
- Affiche : René Ferracci (France)

## Distribution
- Marc Jolivet : Marc Olivier
- Pierre Jolivet : Pierre Ligot
- France Dougnac : France
- Évelyne Bouix : Évelyne Lambert
- Rosine Cadoret : Rosine
- Nanette Corey : Mlle Ravalez
- Thierry Lhermitte : Richard, le fou bronzé de l'hôpital
- Dominique Tirmont : Julien Billardon, le ministre de l'intérieur
- Alain Mercier : le secrétaire de Pierre
- Henri Virlojeux : le père de Pierre
- Léo Campion : le fermier qui fait de l'herbe
- Louise Chevalier : la fermière qui fait de l'herbe
- Daniel Balavoine : le brancardier
- Jacques Ferrière : Brochard
- Richard Bohringer : le médecin-chef
- Arlette Thomas : l'infirmière
- Guy Laporte : le passant cabine téléphonique
- Christian Nohel : le porte-parole
- Jean-Claude Ventura : reporter de télévision
- Claude Barrois : l'inspecteur Roger
- Hélène Duc : L'examinateur Mlle Chaufour
- Marie-Paule Belle : Docteur Gruber
- Jacques-Éric Strauss : le médecin au supermarché
- Jean-Louis Povéda : le pompiste
- Marc Dudicourt : le maire
- Serge Lama : un pompiste
- Yves Carlevaris : le commissaire de la Tour Eiffel
- Kazuko Ichikawa : la 1re fille de la Tour Eiffel
- Yves Mourousi : un journaliste de télévision
- Agneta Friden : la 2e fille de la Tour Eiffel
- Pilar Balsega
- Diana Chase
- Michel Degand
- Jacqueline Duc
- Jacques Jolivet
- Claude Le Gac
- Pierre Olaf

## Bande originale du film
Bande originale de Daniel Balavoine (LP33cm, 33tours), éditions Riviera/Barclay 1980.
- Alors heureux
- La Ballade de marc
- Heureux ? Beaucoup, pas beaucoup
- C'est la grève
- Rocky et son frère
- Strip tease ministériel
- Don quichotte du nucléaire
- La Ballade de Marc (petit matin)
- It's a miracle
- La Ballade de Marc (le dîner)
- Le Chanteur
- Suspense
- C'est la grève
- Alors heureux (générique)

## Box-office
- France : 90 960 entrées [2]